# Свендсен, Эмиль Хегле
Эми́ль Хе́гле Све́ндсен (норв. Emil Hegle Svendsen; род. 12 июля 1985, Тронхейм) — норвежский биатлонист, 4-кратный олимпийский чемпион, 12-кратный чемпион мира, 5-кратный чемпион мира в личных гонках и обладатель Кубка мира по биатлону. Четвёртый в истории биатлонист, которому удалось выиграть 10 и более золотых медалей на чемпионатах мира среди мужчин (после Александра Тихонова, Франка Лука и Уле-Эйнара Бьёрндалена).

## Спортивная карьера
Эмиль Хегле Свендсен родился 12 июля 1985 года в Тронхейме. С четырёх лет он стал заниматься лыжами и футболом. Оба вида спорта Эмиль воспринимал как хобби и не планировал становиться профессиональным спортсменом. В возрасте 12 лет друзья привели его на занятия по биатлону, который и стал делом его жизни на многие годы.

### Сезон 2002/03
В 2002 году состоялось его первое крупное международное соревнование — Чемпионат мира среди юниоров в Риднауне. Уже в следующем году Свендсен выигрывает две медали чемпионата мира среди юниоров 2003 в польском Костелиско, а в 2004 и 2005 годах становится четырёхкратным чемпионом мира среди юниоров. Также в своём активе Свендсен имеет бронзу юниорского чемпионата мира 2005 года по лыжным гонкам. В 2005 году Свендсен дебютирует в Кубке Европы, где в первой же гонке занимает призовое третье место, что позволило ему выступать за основной состав сборной Норвегии.

### Сезон 2003/04
Юный Свендсен выиграл гонку преследования на чемпионате мира среди юниоров в Haute Marienne (Франция), кроме того был участником эстафетной команды Норвегии, которая также выиграла золото.

### Сезон 2004/05
Эмиль в этом сезоне участвовал в двух Чемпионатах мира среди юниоров: по чистым лыжам и по биатлону. На лыжном чемпионате мира в Рованиеми (Финляндия) Свендсен взял бронзовую медаль на дистанции 10 км свободным стилем. Земляк Петер Нортуг был победителем. Эмиль также был участником норвежской команды, которая взяла серебро в эстафете.
На юниорском чемпионате мира по биатлону, который опять же был в Финляндии, на этот раз в Контиолахти, Свендсен стал победителем в индивидуальной гонке и спринте, а в преследовании взял серебро.

### Сезон 2005/06
В сезоне 2005/06 Эмиль дебютировал в Кубке мира. Он участвовал в нескольких гонках и трижды был пятым. Кубок Мира он закончил на 22 позиции общего зачёта. Кроме того, он отобрался и вошёл в состав норвежской сборной на Олимпийские Игры в Турине и занял там шестое место в масс-старте. В стартовом протоколе впервые стояло Emil Hegle Svendsen (до Олимпиады — Emil Svendsen).

### Сезон 2006/07
В Кубке мира в этом сезоне он дважды был третьим и один раз вторым и закончил сезон на 17 позиции в общем зачёте. Участвовал в Чемпионате мира по биатлону 2007 года в итальянском Антхольце, где был 5 в преследовании и 7 в спринте. Он вошёл в состав норвежской команды на смешанную эстафету и завоевал с ней первую медаль взрослых чемпионатов мира — бронзовую.

### Сезон 2007/08
13 декабря 2007 года он выиграл свою первую гонку в Кубке Мира, индивидуальную гонку на 20 км в Поклюке. На чемпионате мира в Эстерсунде в феврале 2008 года Свендсен взял 2 золота — в масс-старте и индивидуальной гонке, — а также был серебряным призёром в эстафете вместе с Руне Браттсвеэном, Халвардом Ханеволдом и Уле-Айнар Бьорндаленом. Всего за сезон в Кубке Мира у Эмиля было 6 побед, 1 второе место и 4 третьих. В итоге он занял 3 место в общем зачёте Кубка Мира.

### Сезон 2008/09
Начало сезона было успешным — на первых трёх этапах, то есть в 6 гонках Кубка мира, Свендсен завоевал пять подиумов, в том числе три победы. После Нового Года он получил четыре подиума и одну победу. Но на Чемпионате мира в Южной Корее Свендсен чувствовал себя вяло, не участвовал в первых гонках и стартовал только в масс-старте 21 февраля, где занял 12 место. Однако он получил золото в эстафете. Всего за сезон в Кубке мира у Свендсена было пять побед, одно второе место и пять третьих. В итоге он занял 3 место в общем зачёте Кубка мира.

### Сезон 2009/10
Зимние Олимпийские игры 2010 в Ванкувере были основной целью на сезон. 14 февраля состоялась первая гонка на ОИ — спринт 10 км. Погода повлияла на итоги этой гонки, и тем, кто стартовал раньше, сильный мокрый снег помешал меньше. Выиграл француз Венсан Же, а Эмиль получил серебро. Эта медаль была первой для Норвегии на этих Олимпийских Играх. В преследовании Свендсен был лишь восьмым. Индивидуальная гонка на 20 км 18 февраля принесла Эмилю первую золотую олимпийскую медаль. Второе золото Эмиль получил в эстафете 4 х 7,5 км, в которой он участвовал вместе с Халвардом Ханеволдом, Тарьейем Бё и Уле-Эйнаром Бьорндаленом. Всего за сезон в Кубке мира у Эмиля было 5 побед, 3 вторых места и 1 третье. Эмиль выиграл Кубок Мира, на 15 очков опередив Кристофа Зумана, после захватывающей концовки сезона в Ханты-Мансийске. Кроме того, Эмиль был участником норвежской команды (вместе с Турой Бергер, Анн-Кристин Флатланн и Уле-Эйнаром Бьерндаленом), которая выиграла серебро в смешанной эстафете на чемпионате мира, который был проведен совместно с окончанием Кубка мира в Ханты-Мансийске 28 Марта 2010.

### Сезон 2010/11

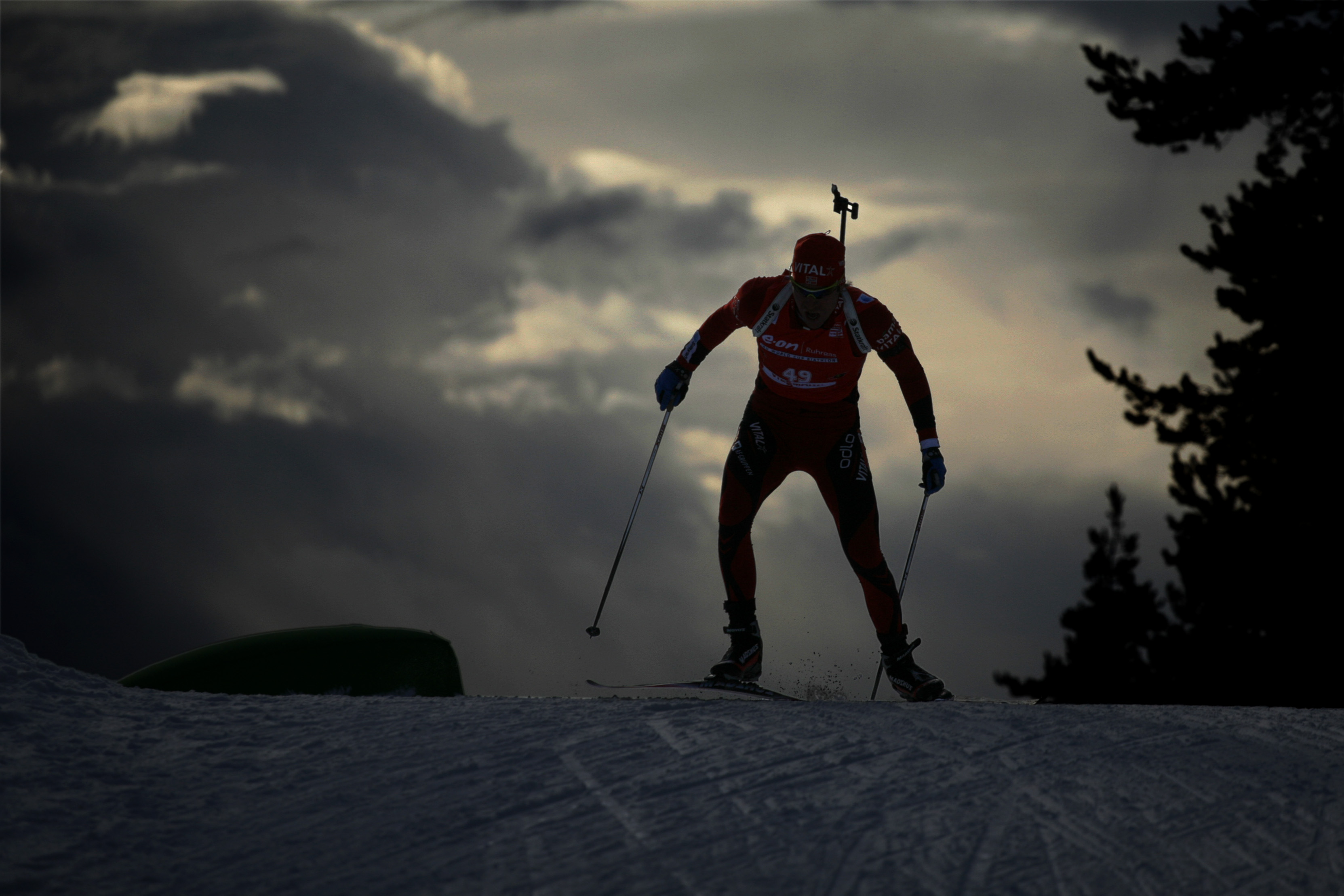
Свендсен в Контиолахти, 2010

Начало сезона было успешным — 2 победы и 1 второе место на этапе в Эстерсунде. В завершении — 2 победы на последнем этапе в Хольменколлене. Всего за сезон 8 кубковых побед и 3 вторых места. Результаты лучше, чем у Тарьея Бё (5х1, 2х2, 5х3), однако стабильность и участие во всех гонках принесли Бё Большой хрустальный глобус с отрывом всего лишь в 5 очков. Эмиль лишь второй (1105 против 1110). Основной старт на чемпионате мира в Ханты-Мансийске удачен, но не более: золото в масс-старте и серебро в преследовании, а также золото в эстафете.

### Сезон 2011/12
Менее удачный старт по сравнению с предыдущим (два подиума и одно 21 место на первом этапе). Всего за сезон: 4 победы, 4 вторых места и 4 третьих. Сравниваем с Мартеном Фуркадом, его главным противником в борьбе за Кубок мира: 8 побед, 3 вторых места и 3 третьих. В Ханты-Мансийске Фуркад оформил золотой дубль (выиграл спринт и преследование) и досрочно (независимо от результатов масс-старта) выиграл Кубок мира. Свендсен же вновь занял второе место в общем зачёте. Кроме того, Свендсен остался без малых хрустальных глобусов и личных побед на чемпионате мира.

### Сезон 2012/13
Перед началом сезона Свендсен являлся одним из главных фаворитов в борьбе за большой хрустальный глобус. Однако приоритет был отдан участию в чемпионате мира — 2013, поэтому начало сезона стало разминочным стартом. Как оказалось, Эмиль не прогадал, поставив всё на чемпионат мира. 7 февраля, на первой гонке ЧМ, Свендсен завоевал золотую медаль в составе смешанной эстафеты. Спустя день после триумфа выиграл своё второе золото на ЧМ, одержав победу в спринте и опередив Мартена Фуркада почти на 9 секунд. Эмиль показал лучший ход на дистанции и выиграл своё девятое золото чемпионатов мира. Это была первая золотая медаль мирового первенства Свендсена в спринте. Десятую золотую медаль на ЧМ и третью в Нове-Место норвежец добыл в гонке преследования, блестяще проведя её в своей лучшей манере — тактика и суперфиниш! Следующую гонку, индивидуальную, Эмиль Хегле пропустил из-за болезни, но уже через день восстановился и участвовал в эстафете, в которой норвежцы уверенно одержали победу, опередив ближайшего соперника, команду Франции, на 1 минуту и 16 секунд. В последней гонке чемпионата, масс-старте, Свендсен также не остался без медали, завоевав бронзу. Всего на ЧМ Эмиль Хегле завоевал 5 медалей: 4 золотых (смешанная эстафета, спринт, гонка преследования и эстафета) и одну бронзовую (масс-старт). Из-за недомогания Свендсен полностью пропустил этап в Хольменколлене и предолимпийскую неделю в Сочи. Оправившись после болезни, Эмиль Хегле поехал на заключительный этап кубка мира в российский Ханты-Мансийск. В последней гонке сезона, масс-старте, Свендсен финишировал на третьем месте, а в общем зачёте кубка стал вторым с большим отставанием от Мартена Фуркада.

### Сезон 2013/14
С начала сезона Свендсен был сосредоточен на хорошем выступлении на Олимпийских играх. Начав сезон не особо удачно — с 18 и 11 мест в индивидуальной гонке и спринте соответственно, — он набирал форму к главному старту сезона. Уже в Оберхофе, в первой же после рождественских праздников гонке, он одержал первую победу в сезоне, затем завоевал ещё 3 золотых медали. Предолимпийский этап в Антерсельве спортсмен пропустил с целью лучше подготовиться к олимпийским гонкам.

### Олимпиада в Сочи
Имея 4 победы перед началом соревнований, Эмиль, безусловно, являлся одним из главных претендентов на медали. Однако в каждой гонке ему не хватало везения. Олимпиада стала для Свендсена испытанием не только силы, но и духа. В спринте Эмиль Хегле финишировал на 9-м месте, в гонке преследования и индивидуальной гонке оказался 7-м. Удача улыбнулась в масс-старте, который биатлонист выиграл, показав одно время с представителем Франции Мартеном Фуркадом. Фотофиниш определил победу норвежского спортсмена, прошедшего все 4 рубежа на 0. За масс-стартом последовала блестящая смешанная эстафета, где представители Норвегии в составе Туры Бергер, Тириль Экхофф, Уле-Эйнара Бьёрндалена и Эмиля Хегле Свендсена уверенно лидировали от начала и до конца. Самым драматичным моментом Олимпиады стала мужская эстафета, где Свендсен был заявлен на 4 этап. Не справившись с волнением на заключительной стойке, он допустил 4 промаха и вынужден был уйти на круг, оставив тем самым свою сборную без медали. После гонки Эмиль долго переживал и чувствовал вину перед своей командой. Но команда поддерживала спортсмена, тем самым показав единство своей сборной.
После Олимпийских игр Свендсен никак не отличался в гонках до самого конца сезона, лишь иногда заезжая в ТОП-10. Отметился Эмиль только в нашумевшем инциденте в Поклюке, когда совместно с братьями Бё устроил пьяный дебош, искупался в озере и проколол колеса у припаркованных у отеля автомобилей других сборных. Федерация биатлона Норвегии оштрафовала троих биатлонистов на 100 тысяч норвежских крон.

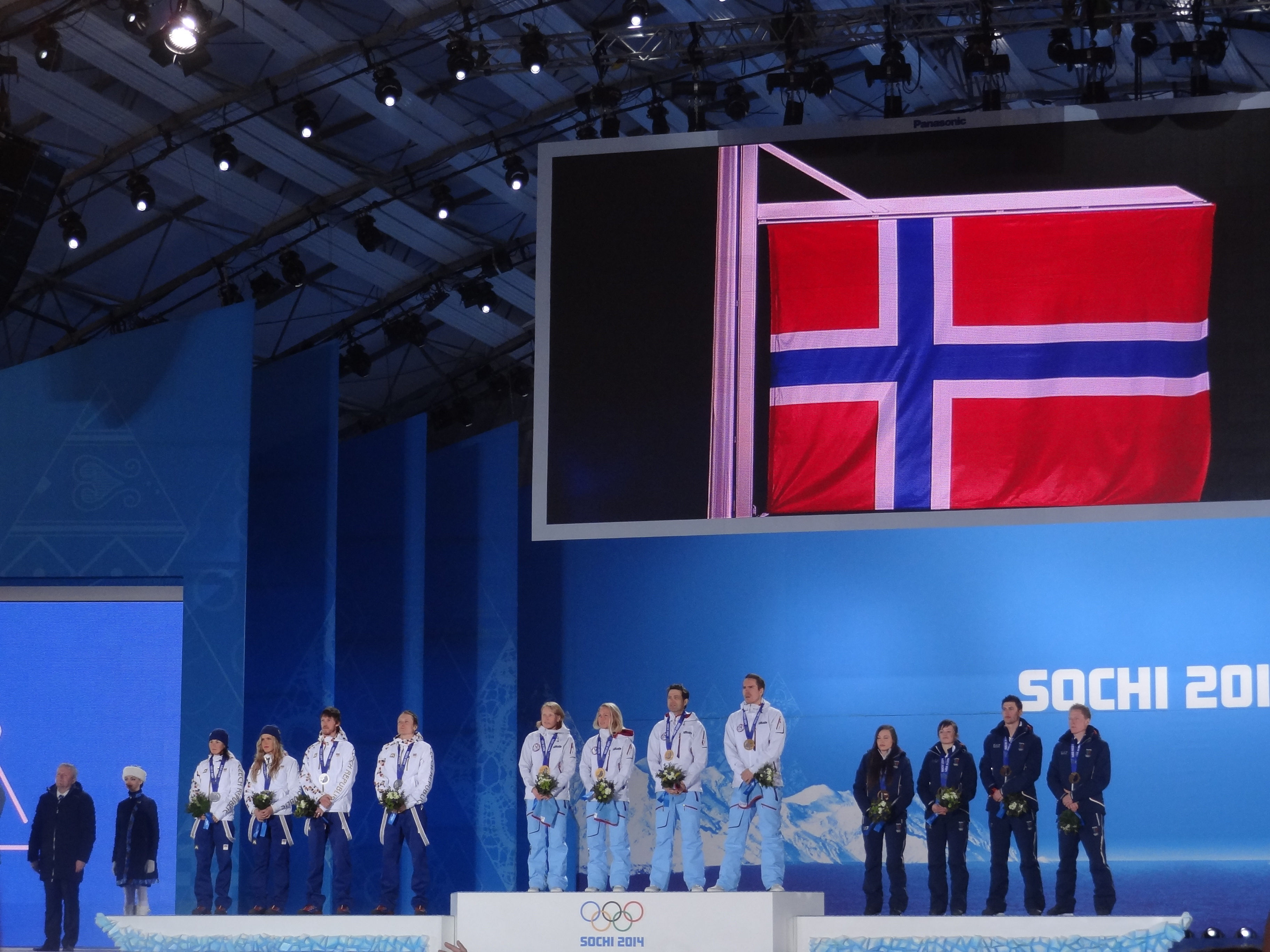
На XXII Зимних Олимпийских Играх в Сочи

### Сезон 2014/15
Свендсен удачно начал новый сезон с победы в первой гонке, в которой закрыл все 20 мишеней, и стал новым обладателем желтой майки лидера, отметив, что имеет цель завоевать Кубок мира. Но лидерство Свендсена длилось недолго: уже на следующей гоночной неделе на первое место вновь вышел француз Мартен Фуркад. На третьем этапе Кубка мира Эмиль Хегле Свендсен взял «золото» в пасьюте, что стало его последней в карьере победой в личных гонках. После этого на протяжении нескольких этапов норвежцу удалось зайти в десятку сильнейших лишь один раз, таким образом в общем зачёте Кубка мира он опустился на несколько позиций и уже не входил в ТОП-5 лучших. В интервью Свендсен отметил, что теперь считает своим приоритетом только чемпионат мира, а также признался, что имеет некоторые проблемы с подготовкой лыж с начала сезона. На чемпионате мира спортсмен пропустил смешанную эстафету, в спринте и гонке преследования выступил неудачно, заняв 36 и 19 места соответственно. Эмиль настраивался на индивидуальную гонку, в которой имел большие шансы побороться за медаль. В итоге гонка сложилась для него удачно: норвежец ни разу не ошибся в стрельбе и показал второе время, уступив лишь Мартену Фуркаду. Серебро Свендсен взял со своей сборной и в мужской эстафете. На заключительном этапе Кубка мира, который проходил в российском Ханты-Мансийске, Эмиль Хегле Свендсен уже не старался показать хорошие результаты. В одной из гонок спортсмен и вовсе сошёл с дистанции, объяснив это плохой подготовкой лыж. Эмиль закончил сезон на 9 месте в общем зачёте Кубка мира.

### Сезон 2015/16
Проблемы с лыжами преследовали норвежца и в этом сезоне. Так, например, в мужской эстафете на втором этапе Кубка мира Свендсен проиграл борьбу на финише Антону Шипулину и объяснил случившееся плохой подготовкой лыж. Первым подиумом в сезоне стал предрождественский масс-старт в словенской Поклюке, где спортсмен завоевал серебряную медаль. В первой же гонке после Рождества Эмиль вновь был на подиуме, на этот раз в спринте. Благодаря этому Свендсен переместился на второе место в общем зачёте. Но на следующих этапах спортсмену не удавалось показать хорошие результаты. На пятом этапе Кубка мира в Рупольдинге он и вовсе стал только двадцать девятым. Сам Эмиль говорил в интервью, что ему постоянно чего-то не хватает. Норвежец решил пропустить этапы в канадском Канморе и американском Преск-Айле, для того чтобы подготовиться к домашнему чемпионату мира в Осло. В спринте на чемпионате мира Свендсен занял 17 место, но уже в следующей гонке, пасьюте, завоевал бронзовую медаль, победив на финише Йоханнеса Бё. В мужской эстафете сборная Норвегии, в составе которой был и Свендсен, взяла золото, таким образом Эмиль стал двенадцатикратным чемпионом мира. В оставшихся гонках чемпионата мира он показал неудачные результаты. На заключительный этап Кубка мира в Ханты-Мансийск Эмиль Хегле Свендсен не приехал, решив восстановить силы. Таким образом, он досрочно завершил сезон и занял 10 место в общем зачёте Кубка мира.

### Сезон 2016/2017
Сезон для Эмиля был крайне неудачным. Несмотря на итоговое 7 место в общем зачёте Кубка мира, он ни разу не сумел одержать победу в личных гонках и всего лишь дважды стал серебряным и четырежды бронзовым призёром. Чемпионат мира в Хохфильцене сложился также неудачно: лучшим было 27-е место в индивидуальной гонке и восьмые места сборной в смешанной и мужской эстафетах. Он также пропустил предолимпийскую неделю в Пхёнчхане.

### Сезон 2017/2018
Начался сезон неплохо: в Эстерсунде Свендсен стал четвёртым в спринте и преследовании, 11-м в индивидуальной гонке, а также завоевал золото в составе норвежской сборной в смешанной эстафете. Однако следующие два этапа — в Хохфильцене и Анси — был вынужден пропустить по болезни. Вернувшись к соревнованиям в Оберхофе, он завоевал серебро спринта, а в преследовании стал четвёртым. В Рупольдинге не добился весомых результатов в личных гонках, однако помог мужской сборной одержать победу в эстафете. Последний перед Олимпиадой этап провёл неровно: завершив спринт всего лишь 32-м, сумел в пасьюте отвоевать 27 мест и закончил гонку пятым. Неплохо прошёл и масс-старт — 7 место.

### Олимпиада в Пхёнчхане
На церемонии открытия Олимпийских Игра в Пхёнчхане Свендсен стал знаменосцем сборной своей страны. Да и сама Олимпиада прошла довольно успешно: он завоевал личную бронзовую медаль в масс-старте, а также два «серебра» — в смешанной и мужской эстафетах.
После завершения сезона, 9 апреля 2018 года, на специально созванной пресс-конференции Эмиль Хегле Свендсен объявил о завершении спортивной карьеры.

### После спорта
После завершения спортивной карьеры Свендсен сотрудничал в качестве консультанта с частной норвежской биатлонной командой Mesterbakeren, а 19 августа 2019 года подписал с ней тренерский контракт.

## Результаты

### Олимпийские игры
| Олимпийские Игры             | Место    | Дата            | Дисциплина                        | Результат |
| ---------------------------- | -------- | --------------- | --------------------------------- | --------- |
| Зимние Олимпийские игры 2006 | Турин    | 25 февраля 2006 | Масс-старт (15 км)                | 6         |
| Зимние Олимпийские игры 2010 | Ванкувер | 14 февраля 2010 | Спринт (10 км)                    | Серебро   |
| Зимние Олимпийские игры 2010 | Ванкувер | 16 февраля 2010 | Гонка преследования (12,5 км)     | 8         |
| Зимние Олимпийские игры 2010 | Ванкувер | 18 февраля 2010 | Индивидуальная гонка (20 км)      | Золото    |
| Зимние Олимпийские игры 2010 | Ванкувер | 21 февраля 2010 | Масс-старт (15 км)                | 13        |
| Зимние Олимпийские игры 2010 | Ванкувер | 26 февраля 2010 | Эстафета (4x7,5 км)               | Золото    |
| Зимние Олимпийские игры 2014 | Сочи     | 18 февраля 2014 | Масс-старт (15 км)                | Золото    |
| Зимние Олимпийские игры 2014 | Сочи     | 19 февраля 2014 | Смешанная эстафета (2х6/2х7,5 км) | Золото    |
| Зимние Олимпийские игры 2014 | Сочи     | 19 февраля 2014 | Эстафета (4х7,5 км)               | 4         |
| Зимние Олимпийские игры 2018 | Пхёнчхан | 11 февраля 2018 | Спринт (10 км)                    | 18        |
| Зимние Олимпийские игры 2018 | Пхёнчхан | 12 февраля 2018 | Гонка преследования (12,5 км)     | 20        |
| Зимние Олимпийские игры 2018 | Пхёнчхан | 15 февраля 2018 | Индивидуальная гонка (20 км)      | 10        |
| Зимние Олимпийские игры 2018 | Пхёнчхан | 18 февраля 2018 | Масс-старт (15 км)                | Бронза    |
| Зимние Олимпийские игры 2018 | Пхёнчхан | 20 февраля 2018 | Смешанная эстафета (2х6/2х7,5 км) | Серебро   |
| Зимние Олимпийские игры 2018 | Пхёнчхан | 23 февраля 2018 | Эстафета (4х7,5 км)               | Серебро   |

### Результаты выступлений в Кубке мира
| Результат | Инд | Спр | Пр | МС | Всего | Эст | См | Всего |
| --------- | --- | --- | -- | -- | ----- | --- | -- | ----- |
| 1 место   | 8   | 11  | 12 | 7  | 38    | 21  | 4  | 25    |
| 2 место   | 2   | 8   | 8  | 3  | 21    | 9   | 3  | 11    |
| 3 место   | 1   | 12  | 8  | 8  | 29    | 5   | 1  | 6     |

| 2017/2018 Итоги | 2017/2018 Итоги | Эстерсунд | Эстерсунд | Эстерсунд | Эстерсунд | Эстерсунд | Хохфильцен | Хохфильцен | Хохфильцен | Анси | Анси | Анси | Оберхоф | Оберхоф | Оберхоф | Рупольдинг | Рупольдинг | Рупольдинг | Антхольц | Антхольц | Антхольц | ОИ Пхёнчхан (*) | ОИ Пхёнчхан (*) | ОИ Пхёнчхан (*) | ОИ Пхёнчхан (*) | ОИ Пхёнчхан (*) | ОИ Пхёнчхан (*) | Контиолахти | Контиолахти | Контиолахти | Контиолахти | Хольменколлен | Хольменколлен | Хольменколлен | Тюмень | Тюмень | Тюмень |
| Очков           | Место           | Сусм      | См        | Инд       | Спр       | Пр        | Спр        | Пр         | Эст        | Спр  | Пр   | МС   | Спр     | Пр      | Эст     | Инд        | Эст        | МС         | Спр      | Пр       | МС       | Спр             | Пр              | Инд             | МС              | См              | Эст             | Спр         | Сусм        | См          | МС          | Спр           | Пр            | Эст           | Спр    | Пр     | МС     |
| 323             | 24              | —         | 1         | 11        | 4         | 4         | —          | —          | —          | —    | —    | —    | 2       | 4       | —       | 30         | 1          | 24         | 32       | 5        | 7        | 18              | 20              | 10              | 3               | 2               | 2               | —           | —           | —           | —           | —             | —             | —             | —      | —      | —      |

| 2016/2017 Итоги | 2016/2017 Итоги | Эстерсунд | Эстерсунд | Эстерсунд | Эстерсунд | Эстерсунд | Поклюка | Поклюка | Поклюка | Нове-Место | Нове-Место | Нове-Место | Оберхоф | Оберхоф | Оберхоф | Рупольдинг | Рупольдинг | Рупольдинг | Антхольц | Антхольц | Антхольц | ЧМ Хохфильцен | ЧМ Хохфильцен | ЧМ Хохфильцен | ЧМ Хохфильцен | ЧМ Хохфильцен | ЧМ Хохфильцен | Пхёнчхан | Пхёнчхан | Пхёнчхан | Контиолахти | Контиолахти | Контиолахти | Хольменколлен | Хольменколлен | Хольменколлен |
| Очков           | Место           | Сусм      | См        | Инд       | Спр       | Пр        | Спр     | Пр      | Эст     | Спр        | Пр         | МС         | Спр     | Пр      | МС      | Эст        | Спр        | Пр         | Инд      | Эст      | МС       | См            | Спр           | Пр            | Инд           | Эст           | МС            | Спр      | Пр       | Эст      | Спр         | Пр          | См          | Спр           | Пр            | МС            |
| 667             | 7               | —         | —         | —         | 14        | 16        | 4       | 2       | —       | 3          | —          | —          | 7       | 4       | 7       | 1          | 3          | 2          | —        | 2        | 4        | 8             | 36            | DNS           | 27            | 8             | 28            | —        | —        | —        | 3           | 3           | 5           | 20            | 16            | 4             |

| 2015/2016 Итоги | 2015/2016 Итоги | Эстерсунд | Эстерсунд | Эстерсунд | Эстерсунд | Эстерсунд | Хохфильцен | Хохфильцен | Хохфильцен | Поклюка | Поклюка | Поклюка | Рупольдинг | Рупольдинг | Рупольдинг | Рупольдинг | Рупольдинг | Рупольдинг | Антхольц | Антхольц | Антхольц | Кэнмор | Кэнмор | Кэнмор | Преск-Айл | Преск-Айл | Преск-Айл | ЧМ Хольменколлен | ЧМ Хольменколлен | ЧМ Хольменколлен | ЧМ Хольменколлен | ЧМ Хольменколлен | ЧМ Хольменколлен | Ханты-Мансийск | Ханты-Мансийск | Ханты-Мансийск |
| Очков           | Место           | Сусм      | См        | Инд       | Спр       | Пр        | Спр        | Пр         | Эст        | Спр     | Пр      | МС      | Спр        | Пр         | МС         | Инд        | Эст        | МС         | Спр      | Пр       | Эст      | Спр    | Пр     | МС     | Спр       | Спр       | Пр        | См               | Спр              | Пр               | Инд              | Эст              | МС               | Спр            | Пр             | МС             |
| 595             | 10              | —         | —         | 4         | 7         | 5         | 10         | 7          | 2          | 11      | 7       | 2       | 3          | 5          | 13         | 29         | 1          | 10         | 27       | 12       | —        | —      | —      | —      | —         | —         | —         | —                | 17               | 3                | 32               | 1                | 28               | —              | —              | —              |

| 2014/2015 Итоги | 2014/2015 Итоги | Эстерсунд | Эстерсунд | Эстерсунд | Эстерсунд | Хохфильцен | Хохфильцен | Хохфильцен | Поклюка | Поклюка | Поклюка | Оберхоф | Оберхоф | Оберхоф | Рупольдинг | Рупольдинг | Рупольдинг | Антхольц | Антхольц | Антхольц | Нове Место | Нове Место | Нове Место | Нове Место | Хольменколлен | Хольменколлен | Хольменколлен | ЧМ Контиолахти | ЧМ Контиолахти | ЧМ Контиолахти | ЧМ Контиолахти | ЧМ Контиолахти | ЧМ Контиолахти | Ханты-Мансийск | Ханты-Мансийск | Ханты-Мансийск |
| Очков           | Место           | См        | Инд       | Спр       | Пр        | Спр        | Эст        | Пр         | Спр     | Пр      | МС      | Эст     | Спр     | МС      | Эст        | Спр        | МС         | Спр      | Пр       | Эст      | Сусм       | См         | Спр        | Пр         | Инд           | Спр           | Эст           | См             | Спр            | Пр             | Инд            | Эст            | МС             | Спр            | Пр             | МС             |
| 613             | 9               | —         | 1         | 7         | 3         | 9          | 3          | 14         | 3       | 1       | 17      | —       | —       | 27      | 1          | 12         | 4          | 28       | 17       | 1        | —          | —          | 43         | 23         | —             | —             | —             | —              | 36             | 19             | 2              | 2              | 15             | 13             | DNF            | 27             |

| 2013/2014 Итоги | 2013/2014 Итоги | Эстерсунд | Эстерсунд | Эстерсунд | Эстерсунд | Хохфильцен | Хохфильцен | Хохфильцен | Анси | Анси | Анси | Оберхоф | Оберхоф | Оберхоф | Рупольдинг | Рупольдинг | Рупольдинг | Антхольц | Антхольц | Антхольц | ОИ Сочи (*) | ОИ Сочи (*) | ОИ Сочи (*) | ОИ Сочи (*) | ОИ Сочи (*) | ОИ Сочи (*) | Поклюка | Поклюка | Поклюка | Контиолахти | Контиолахти | Контиолахти | Хольменколлен | Хольменколлен | Хольменколлен |
| Очков           | Место           | См        | Инд       | Спр       | Пр        | Спр        | Эст        | Пр         | Эст  | Спр  | Пр   | Спр     | Пр      | МС      | Эст        | Инд        | Пр         | Спр      | Пр       | Эст      | Спр         | Пр          | Инд         | МС          | См          | Эст         | Спр     | Пр      | МС      | Спр         | Спр         | Пр          | Спр           | Пр            | МС            |
| 637             | 2               | —         | 18        | 11        | отм.      | 7          | 1          | 2          | —    | —    | —    | 1       | 1       | 11      | 9          | 1          | 1          | —        | —        | —        | 9           | 7           | 7           | 1           | 1           | 4           | 33      | 19      | 4       | 8           | 6           | DNF         | 10            | 20            | 14            |

| 2012/2013 Итоги | 2012/2013 Итоги | Эстерсунд | Эстерсунд | Эстерсунд | Эстерсунд | Хохфильцен | Хохфильцен | Хохфильцен | Поклюка | Поклюка | Поклюка | Оберхоф | Оберхоф | Оберхоф | Рупольдинг | Рупольдинг | Рупольдинг | Антхольц | Антхольц | Антхольц | ЧМ Нове-Место | ЧМ Нове-Место | ЧМ Нове-Место | ЧМ Нове-Место | ЧМ Нове-Место | ЧМ Нове-Место | Хольменколлен | Хольменколлен | Хольменколлен | Сочи | Сочи | Сочи | Ханты-Мансийск | Ханты-Мансийск | Ханты-Мансийск |
| Очков           | Место           | См        | Инд       | Спр       | Пр        | Спр        | Пр         | Эст        | Спр     | Пр      | МС      | Эст     | Спр     | Пр      | Эст        | Спр        | МС         | Спр      | Пр       | Эст      | См            | Спр           | Пр            | Инд           | Эст           | МС            | Спр           | Пр            | МС            | Инд  | Спр  | Эст  | Спр            | Пр             | МС             |
| 827             | 2               | 2         | 4         | 6         | 5         | 34         | 14         | —          | 2       | 1       | 6       | 2       | 3       | 4       | 2          | 4          | 3          | 2        | 5        | —        | 1             | 1             | 1             | —             | 1             | 3             | —             | —             | —             | —    | —    | —    | 30             | 24             | 3              |

| 2011/2012 Итоги | 2011/2012 Итоги | Эстерсунд | Эстерсунд | Эстерсунд | Хохфильцен | Хохфильцен | Хохфильцен | Хохфильцен | Хохфильцен | Хохфильцен | Оберхоф | Оберхоф | Оберхоф | Нове-Место | Нове-Место | Нове-Место | Антхольц | Антхольц | Антхольц | Хольменколлен | Хольменколлен | Хольменколлен | Контиолахти | Контиолахти | Контиолахти | ЧМ Рупольдинг | ЧМ Рупольдинг | ЧМ Рупольдинг | ЧМ Рупольдинг | ЧМ Рупольдинг | ЧМ Рупольдинг | Ханты-Мансийск | Ханты-Мансийск | Ханты-Мансийск |
| Очков           | Место           | Инд       | Спр       | Пр        | Спр        | Пр         | Эст        | Спр        | Пр         | См         | Эст     | Спр     | МС      | Инд        | Спр        | Пр         | Спр      | МС       | Эст      | Спр           | Пр            | МС            | Спр         | Пр          | См          | См            | Спр           | Пр            | Инд           | Эст           | МС            | Спр            | Пр             | МС             |
| 1035            | 2               | 21        | 3         | 2         | 4          | 1          | 1          | 54         | 24         | —          | 5       | 6       | 3       | 2          | 1          | 9          | 23       | 14       | —        | 3             | 2             | 1             | 12          | 4           | —           | 1             | 2             | 5             | 8             | 1             | 18            | 5              | 3              | 1              |

| 2010/2011 Итоги | 2010/2011 Итоги | Эстерсунд | Эстерсунд | Эстерсунд | Хохфильцен | Хохфильцен | Хохфильцен | Поклюка | Поклюка | Поклюка | Оберхоф | Оберхоф | Оберхоф | Рупольдинг | Рупольдинг | Рупольдинг | Антхольц | Антхольц | Антхольц | Преск-Айл | Преск-Айл | Преск-Айл | Форт-Кент | Форт-Кент | Форт-Кент | ЧМ Ханты-Мансийск | ЧМ Ханты-Мансийск | ЧМ Ханты-Мансийск | ЧМ Ханты-Мансийск | ЧМ Ханты-Мансийск | ЧМ Ханты-Мансийск | Хольменколлен | Хольменколлен | Хольменколлен |
| Очков           | Место           | Инд       | Спр       | Пр        | Спр        | Пр         | Эст        | Инд     | Спр     | См      | Эст     | Спр     | МС      | Инд        | Спр        | Пр         | Спр      | МС       | Эст      | Спр       | См        | Пр        | Спр       | Пр        | МС        | См                | Спр               | Пр                | Инд               | Эст               | МС                | Спр           | Пр            | МС            |
| 1105            | 2               | 1         | 1         | 2         | 4          | 5          | 1          | 16      | 17      | —       | —       | 8       | 2       | 1          | 4          | 7          | 14       | 9        | 3        | —         | —         | —         | 1         | 1         | 6         | —                 | 5                 | 2                 | 4                 | 1                 | 1                 | 6             | 1             | 1             |

| 2009/2010 Итоги | 2009/2010 Итоги | Эстерсунд | Эстерсунд | Эстерсунд | Хохфильцен | Хохфильцен | Хохфильцен | Поклюка | Поклюка | Поклюка | Оберхоф | Оберхоф | Оберхоф | Рупольдинг | Рупольдинг | Рупольдинг | Антхольц | Антхольц | Антхольц | ОИ Ванкувер | ОИ Ванкувер | ОИ Ванкувер | ОИ Ванкувер | ОИ Ванкувер | Контиолахти | Контиолахти | Контиолахти | Хольменколлен | Хольменколлен | Хольменколлен | Ханты-Мансийск | Ханты-Мансийск | Ханты-Мансийск |
| Очков           | Место           | Инд       | Спр       | Эст       | Спр        | Пр         | Эст        | Инд     | Спр     | Пр      | Эст     | Спр     | МС      | Спр        | МС         | Эст        | Инд      | Спр      | Пр       | Спр         | Пр          | Инд         | МС          | Эст         | См          | Спр         | Пр          | Спр           | Пр            | МС            | Спр            | МС             | См             |
| 828             | 1               | 1         | 2         | 2         | 9          | 1          | 5          | —       | —       | —       | 1       | 5       | 23      | 1          | 1          | 2          | —        | —        | —        | 2           | 8           | 1           | 13          | 1           | —           | 2           | 7           | 15            | 4             | 3             | 8              | 14             | 2              |

| 2008/2009 Итоги | 2008/2009 Итоги | Эстерсунд | Эстерсунд | Эстерсунд | Хохфильцен | Хохфильцен | Хохфильцен | Хохфильцен | Хохфильцен | Хохфильцен | Оберхоф | Оберхоф | Оберхоф | Рупольдинг | Рупольдинг | Рупольдинг | Антхольц | Антхольц | Антхольц | ЧМ Пхёнчхан | ЧМ Пхёнчхан | ЧМ Пхёнчхан | ЧМ Пхёнчхан | ЧМ Пхёнчхан | ЧМ Пхёнчхан | Уистлер | Уистлер | Уистлер | Тронхейм | Тронхейм | Тронхейм | Ханты-Мансийск | Ханты-Мансийск | Ханты-Мансийск |
| Очков           | Место           | Инд       | Спр       | Пр        | Спр        | Пр         | Эст        | Инд        | Спр        | Эст        | Эст     | Спр     | МС      | Эст        | Спр        | Пр         | Спр      | Пр       | МС       | Спр         | Пр          | Инд         | См          | МС          | Эст         | Инд     | Спр     | Эст     | Спр      | Пр       | МС       | Спр            | Пр             | МС             |
| 844             | 3               | 3         | 1         | 3         | 1          | 1          | 4          | 17         | —          | —          | 3       | 24      | 4       | 1          | 3          | 2          | 1        | 3        | —        | —           | —           | —           | —           | 12          | 1           | —       | —       | —       | 11       | 6        | 3        | 4              | 1              | 15             |

| 2007/2008 Итоги | 2007/2008 Итоги | Контиолахти | Контиолахти | Контиолахти | Хохфильцен | Хохфильцен | Хохфильцен | Поклюка | Поклюка | Поклюка | Оберхоф | Оберхоф | Оберхоф | Рупольдинг | Рупольдинг | Рупольдинг | Антхольц | Антхольц | Антхольц | ЧМ Эстерсунд | ЧМ Эстерсунд | ЧМ Эстерсунд | ЧМ Эстерсунд | ЧМ Эстерсунд | ЧМ Эстерсунд | Пхёнчхан | Пхёнчхан | Пхёнчхан | Ханты-Мансийск | Ханты-Мансийск | Ханты-Мансийск | Хольменколлен | Хольменколлен | Хольменколлен |
| Очков           | Место           | Инд         | Спр         | Пр          | Спр        | Пр         | Эст        | Инд     | Спр     | Эст     | Эст     | Спр     | МС      | Эст        | Спр        | Пр         | Спр      | Пр       | МС       | Спр          | Пр           | См           | Инд          | МС           | Эст          | Спр      | Пр       | См       | Спр            | Пр             | МС             | Спр           | Пр            | МС            |
| 687             | 3               | —           | —           | —           | 13         | 12         | 1          | 1       | 25      | 4       | 1       | 3       | 3       | 1          | 15         | 3          | —        | —        | 9        | 12           | 12           | —            | 1            | 1            | 2            | 1        | 8        | —        | 2              | 1              | 28             | 1             | 3             | —             |

| 2006/2007 Итоги | 2006/2007 Итоги | Эстерсунд | Эстерсунд | Эстерсунд | Хохфильцен | Хохфильцен | Хохфильцен | Хохфильцен | Хохфильцен | Хохфильцен | Оберхоф | Оберхоф | Оберхоф | Рупольдинг | Рупольдинг | Рупольдинг | Поклюка | Поклюка | Поклюка | ЧМ Антхольц | ЧМ Антхольц | ЧМ Антхольц | ЧМ Антхольц | ЧМ Антхольц | ЧМ Антхольц | Лахти | Лахти | Лахти | Хольменколлен | Хольменколлен | Хольменколлен | Ханты-Мансийск | Ханты-Мансийск | Ханты-Мансийск |
| Очков           | Место           | Инд       | Спр       | Пр        | Спр        | Пр         | Эст        | Спр        | Спр        | Эст        | Эст     | Спр     | Пр      | Эст        | Спр        | МС         | Спр     | Пр      | МС      | Спр         | Пр          | Инд         | См          | Эст         | МС          | Инд   | Спр   | Пр    | Инд           | Пр            | МС            | Спр            | Пр             | МС             |
| 381             | 17              | 44        | 16        | 4         | 36         | 17         | 5          | 50         | —          | 1          | 3       | 11      | 8       | 1          | 3          | 2          | 3       | 9       | —       | 7           | 5           | —           | 3           | —           | —           | —     | —     | —     | 61            | —             | 12            | 30             | 26             | 30             |

| 2005/2006 Итоги | 2005/2006 Итоги | Эстерсунд | Эстерсунд | Эстерсунд | Хохфильцен | Хохфильцен | Хохфильцен | Осрбли | Осрбли | Осрбли | Оберхоф | Оберхоф | Оберхоф | Рупольдинг | Рупольдинг | Рупольдинг | Антхольц | Антхольц | Антхольц | ОИ Чезана-Сан-Сикарио | ОИ Чезана-Сан-Сикарио | ОИ Чезана-Сан-Сикарио | ОИ Чезана-Сан-Сикарио | ОИ Чезана-Сан-Сикарио | Поклюка | Поклюка | Поклюка | Контиолахти | Контиолахти | Контиолахти | Хольменколлен | Хольменколлен | Хольменколлен |
| Очков           | Место           | Спр       | Пр        | Эст       | Инд        | Спр        | Эст        | Инд    | Спр    | Пр     | Эст     | Спр     | МС      | Эст        | Спр        | Пр         | Спр      | Пр       | МС       | Инд                   | Спр                   | Пр                    | Эст                   | МС                    | Спр     | Пр      | См      | Спр         | Пр          | МС          | Спр           | Пр            | МС            |
| 289             | 22              | —         | —         | —         | —          | —          | —          | 68     | 5      | 21     | 6       | 15      | 17      | 3          | 5          | 9          | 14       | —        | —        | —                     | —                     | —                     | —                     | 6                     | 32      | 22      | —       | 19          | 47          | 7           | 31            | 26            | 5             |

| Nr  | День       | Год  | Место          | Дисциплина           | Стрельба | Время    | Примечания |
| --- | ---------- | ---- | -------------- | -------------------- | -------- | -------- | ---------- |
| 1.  | 13 декабря | 2007 | Поклюка        | Индивидуальная гонка | 0+0+0+0  | 51:58.1  |            |
| 2.  | 14 февраля | 2008 | Остерсунд      | Индивидуальная гонка | 0+1+0+0  | 51:51.9  | ЧМ         |
| 3.  | 17 февраля | 2008 | Остерсунд      | Масс-старт           | 1+0+0+0  | 36:12.64 | ЧМ         |
| 4.  | 27 февраля | 2008 | Пхёнчхан       | Спринт               | 1+0      | 25:57.4  |            |
| 5.  | 8 марта    | 2008 | Ханты-Мансийск | Гонка Преследования  | 0+2+0+0  | 35:50.48 |            |
| 6.  | 13 марта   | 2008 | Осло           | Спринт               | 0+0      | 25:19.9  |            |
| 7.  | 6 декабря  | 2008 | Остерсунд      | Спринт               | 0+1      | 25:42.3  |            |
| 8.  | 12 декабря | 2008 | Хохфильцен     | Спринт               | 0+0      | 26:08.1  |            |
| 9.  | 13 декабря | 2008 | Хохфильцен     | Гонка Преследования  | 1+0+1+1  | 35:46.32 |            |
| 10. | 23 января  | 2009 | Антхольц       | Спринт               | 0+0      | 24:52.5  |            |
| 11. | 28 марта   | 2009 | Ханты-Мансийск | Гонка Преследования  | 0+0+1+1  | 33:03.3  |            |
| 12. | 3 декабря  | 2009 | Остерсунд      | Индивидуальная гонка | 0+1+0+0  | 52:43.7  |            |
| 13. | 12 декабря | 2009 | Хохфильцен     | Гонка Преследования  | 0+0+0+1  | 34:36.73 |            |
| 14. | 14 января  | 2010 | Рупольдинг     | Спринт               | 0+0      | 23:27.5  |            |
| 15. | 16 января  | 2010 | Рупольдинг     | Масс-старт           | 0+0+0+0  | 39:19.56 |            |
| 16. | 18 февраля | 2010 | Уистлер        | Индивидуальная гонка | 0+0+0+1  | 48:22.5  | ОИ         |
| 17. | 2 декабря  | 2010 | Остерсунд      | Индивидуальная гонка | 0+1+0+1  | 55:07.7  |            |
| 18. | 4 декабря  | 2010 | Остерсунд      | Спринт               | 1+0      | 25:01.9  |            |
| 19. | 12 января  | 2011 | Рупольдинг     | Индивидуальная гонка | 0+0+0+1  | 50:39.4  |            |
| 20. | 10 февраля | 2011 | Форт Кент      | Спринт               | 0+1      | 24:51.4  |            |
| 21. | 12 февраля | 2011 | Форт Кент      | Гонка Преследования  | 0+0+0+1  | 35:46.0  |            |
| 22. | 12 марта   | 2011 | Ханты-Мансийск | Масс-старт           | 0+0+0+1  | 38:42.7  | ЧМ         |
| 23. | 19 марта   | 2011 | Осло           | Гонка Преследования  | 0+2+1+0  | 32:59.2  |            |
| 24. | 20 марта   | 2011 | Осло           | Масс — старт         | 0+1+1+0  | 39:07.6  |            |
| 25. | 10 декабря | 2011 | Хохфильцен     | Гонка Преследования  | 1+0+1+0  | 33:09.0  |            |
| 26. | 14 января  | 2012 | Нове Место     | Спринт               | 0+1      | 27:13.1  |            |
| 27. | 5 февраля  | 2012 | Осло           | Масс — старт         | 0+1+1+0  | 40:44.1  |            |
| 28. | 18 марта   | 2012 | Ханты-Мансийск | Масс — старт         | 0+1+0+1  | 43:15.7  |            |
| 29. | 15 декабря | 2012 | Поклюка        | Гонка Преследования  | 0+0+0+1  | 32:49.2  |            |
| 30. | 9 февраля  | 2013 | Нове Место     | Спринт               | 0+1      | 23:25.1  | ЧМ         |
| 31. | 10 февраля | 2013 | Нове Место     | Гонка Преследования  | 0+0+0+1  | 32:35.5  | ЧМ         |
| 32. | 3 января   | 2014 | Оберхоф        | Спринт               | 2+0      | 26:44.3  |            |
| 33. | 4 января   | 2014 | Оберхоф        | Гонка преследования  | 1+0+0+0  | 34:47.7  |            |
| 34. | 11 января  | 2014 | Рупольдинг     | Индивидуальная гонка | 1+0+0+0  | 48:58.5  |            |
| 35. | 12 января  | 2014 | Рупольдинг     | Гонка преследования  | 0+0+0+0  | 32:38.2  |            |
| 36. | 18 февраля | 2014 | Сочи           | Масс-старт           | 0+0+0+0  | 42:38.2  | ОИ         |
| 37. | 3 декабря  | 2014 | Эстерсунд      | Индивидуальная гонка | 0+0+0+0  | 53:25.6  |            |
| 38. | 20 декабря | 2014 | Поклюка        | Гонка преследования  | 0+0+0+0  | 30:43.3  |            |

| Nr  | День       | Год  | Место          | Дисциплина         | Стрельба | Время      | Примечания |
| --- | ---------- | ---- | -------------- | ------------------ | -------- | ---------- | ---------- |
| 1.  | 17 декабря | 2006 | Хохфильцен     | Эстафета           | 0+0 0+3  | 1:20:45.56 |            |
| 2.  | 11 января  | 2007 | Рупольдинг     | Эстафета           | 0+2 0+0  | 1:29:17.01 |            |
| 3.  | 9 декабря  | 2007 | Хохфильцен     | Эстафета           | 0+3 0+1  | 1:18:31.26 |            |
| 4.  | 4 января   | 2008 | Оберхоф        | Эстафета           | 0+2 0+2  | 1:21:40.0  |            |
| 5.  | 10 января  | 2008 | Рупольдинг     | Эстафета           | 0+0 0+0  | 1:27:06.93 |            |
| 6.  | 15 января  | 2009 | Рупольдинг     | Эстафета           | 0+0 0+2  | 1:24:54.0  |            |
| 7.  | 22 февраля | 2009 | Пхёнчхан       | Эстафета           | 0+0 1+3  | 1:08:04.1  | ЧМ         |
| 8.  | 7 января   | 2010 | Оберхоф        | Эстафета           | 0+0 0+2  | 1:17:03.3  |            |
| 9.  | 26 февраля | 2010 | Уистлер        | Эстафета           | 0+1 0+1  | 1:21:38.1  | ОИ         |
| 10. | 12 декабря | 2010 | Хохфильцен     | Эстафета           | 0+0 0+1  | 1:29:38.2  |            |
| 11. | 11 марта   | 2011 | Ханты-Мансийск | Эстафета           | 0+1 0+2  | 1:16:13.9  | ЧМ         |
| 12. | 11 декабря | 2011 | Хохфильцен     | Эстафета           | 0+0 0+0  | 1:14:52.9  |            |
| 13. | 1 марта    | 2012 | Рупольдинг     | Смешанная эстафета | 0+0 0+2  | 1:12:29.3  | ЧМ         |
| 14. | 9 марта    | 2012 | Рупольдинг     | Эстафета           | 0+0 0+0  | 1:17:26.8  | ЧМ         |
| 15. | 7 февраля  | 2013 | Нове Место     | Смешанная эстафета | 0+0 0+1  | 1:12:04.9  | ЧМ         |
| 16. | 16 февраля | 2013 | Нове Место     | Эстафета           | 0+0 0+1  | 1:15:39.0  | ЧМ         |
| 17. | 7 декабря  | 2013 | Хохфильцен     | Эстафета           | 0+0 0+1  | 1:19:50.8  |            |
| 18. | 19 февраля | 2014 | Сочи           | Смешанная стафета  | 0+0 0+0  | 1:09:17.6  | ОИ         |
| 19. | 15 января  | 2015 | Рупольдинг     | Эстафета           | 0+1 0+1  | 1:09:42.3  |            |
| 20. | 25 января  | 2015 | Антерсельва    | Эстафета           | 0+0 0+0  | 1:15:36.7  |            |
| 21. | 15 января  | 2016 | Рупольдинг     | Эстафета           | 0+1 0+2  | 1:17:05.0  |            |
| 22. | 12 марта   | 2016 | Хольменколлен  | Эстафета           | 0+0 0+2  | 1:13:16.8  | ЧМ         |
| 23. | 11 января  | 2017 | Рупольдинг     | Эстафета           | 0+0 0+0  | 1:13:40.7  |            |
| 24. | 26 ноября  | 2017 | Эстерсунд      | Смешанная эстафета | 0+0 0+3  | 1:11:31.7  |            |
| 25. | 12 января  | 2018 | Рупольдинг     | Эстафета           | 0+0 0+1  | 1:13:11.1  |            |

## Личная жизнь
С 2013 года встречается с норвежской журналисткой Самантой Скугранд. 28 января 2019 года у пары родился сын Магнус. 15 июля 2021 года у пары родилась дочь Эльса.